# Sunna
|  | Per a altres significats, vegeu «Sunna (bisbe arrià)». |

La sunna (de l'àrab سنة, sunna, ‘regla’, ‘norma’, ‘llei’, ‘ús’, ‘pràctica’) és el capteniment habitual del profeta Muhàmmad i dels seus primers companys en les circumstàncies de la vida que, llevat d'alguns casos, té valor de norma per als creients. S'extreu dels hadits i és considerada com una interpretació autèntica i un complement normatiu de l'Alcorà. És font del Dret islàmic.
La sunna permet, en alguns casos, aclarir o completar la revelació alcorànica, que no sempre és de fàcil interpretació.
El treball de recopilació dels hadits va ser tardà i gradual: va iniciar-se a la fi del segle i de l'Hègira (segle vii) i no es va sistematitzar fins al segle iii, quan l'extensió la comunitat musulmana sota la dinastia abbàssida va donar lloc a qüestions a les quals l'Alcorà no donava una resposta clara i directa. Les sis col·leccions de hadits autoritzades, com ara la de Bukharí o la de Múslim, conegudes respectivament com a Sahih Bukharí i Sahih Múslim, van ser compostes durant aquest període. Com que, durant el període de consolidació dels hadits, es van introduir moltes tradicions falses o tergiversades, creades sovint amb la finalitat de donar suport als arguments de les diferents faccions o escoles de l'islam, la ciència del hadit es va dotar, des del segle ii de l'Hègira, de regles sistemàtiques d'autentificació i verificació de la fiabilitat de les cadenes de transmissors que permetien afirmar o negar l'autenticitat i veracitat de cada hadit.